# Santa Maria dei Miracoli (Neapel)
Koordinaten: 40° 51′ 31,8″ N, 14° 15′ 22,4″ O
Santa Maria dei Miracoli (deutsch: „Heilige Maria der Wunder“) ist eine barocke Kirche mit ehemaligem Klostergebäude und Kreuzgang im historischen Zentrum von Neapel, am Largo dei Miracoli in der Nähe der Via Foria. Der Name Miracoli ging von der Kirche auf den Vorplatz und das gesamte Viertel über. Die Kirche gehört zum Weltkulturerbe der UNESCO.

## Geschichte

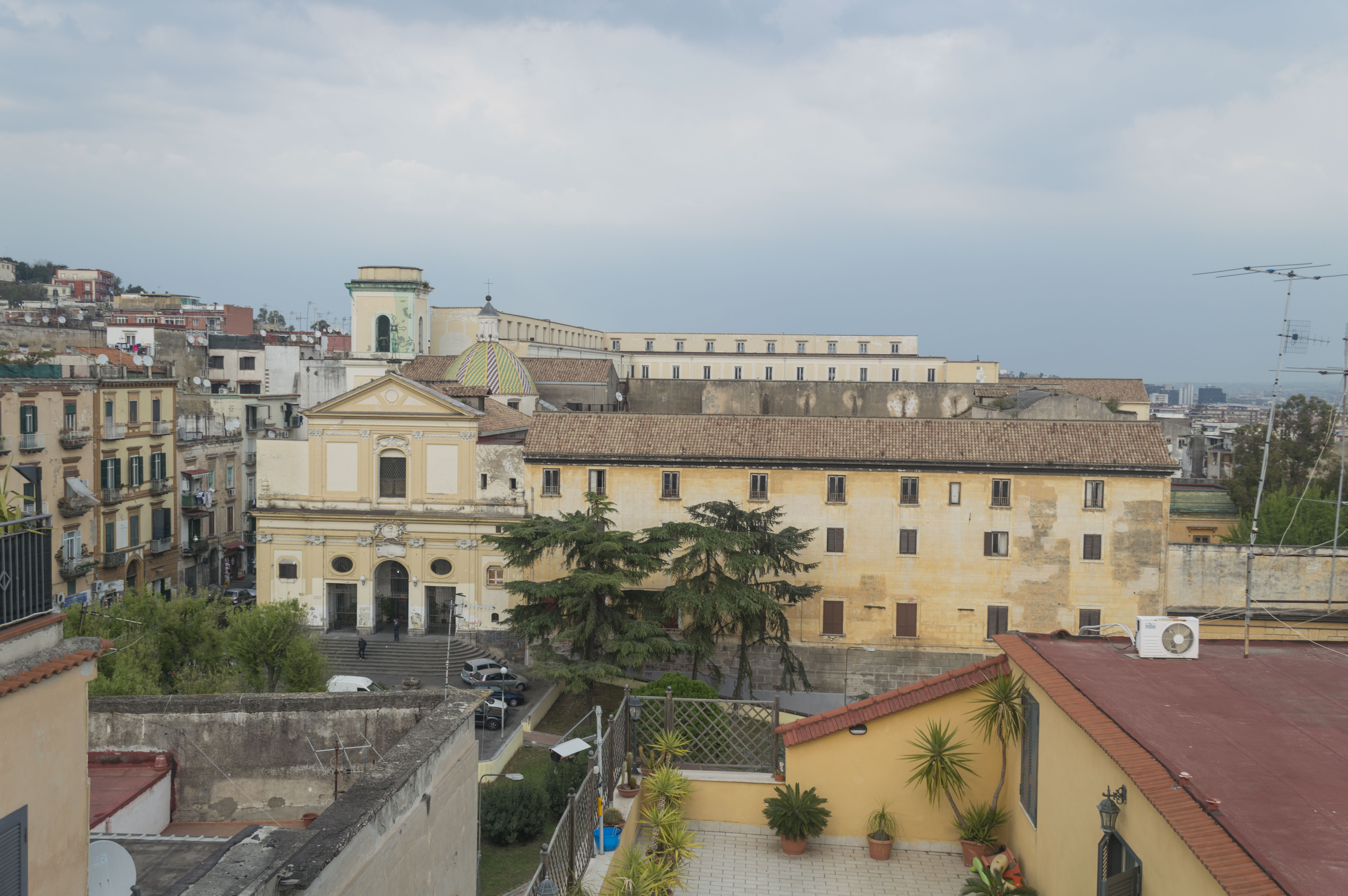
Santa Maria dei Miracoli (gesehen von Santa Maria dei Vergini)

Kirche und Konvent wurden im Jahr 1616 von den Padri Riformati Conventuali (Minoriten) des Heiligen Laurentius gegründet. 1660 wurden die Gebäude von den Governatori des Pio Monte della Misericordia erworben, mit Geldern aus dem Nachlass von Giovan Camillo Cacace, dem Präsidenten der Königlichen Rechnungskammer (Regia Camera della Sommaria e del Collaterale), der 1656 an der Pest gestorben war. Cacace hatte testamentarisch verfügt, dass von seinem Nachlass ein Mädcheninternat und ein Nonnenkloster vom Franziskanerorden gegründet werden sollte, und zu diesem Zweck wurden zwei Jahre später noch weitere Immobilien und Gärten der Umgebung hinzugekauft, um den Komplex vergrößern zu können.
Die Bauarbeiten der Kirche lagen bis 1665 in den Händen von dem bedeutenden neapolitanischen Architekten Antonio Francesco Picchiatti, der bis 1675 auch noch am Kloster und Kreuzgang wirkte. Von 1675 bis 1679 gingen die Arbeiten am neuen Kreuzgang auf Dionisio Lazzari über.
1790 wurde die Fassade von Camillo Lenti erneuert.
1808, im Zuge der Unterdrückung der religiösen Orden während der napoleonisch-französischen Herrschaft des Joachim Murat, übersiedelten die Schwestern ins Kloster Sant’Antoniello a Port’Alba. Das Mädcheninternat ging unter dem Patronat der Königin Carolina di Murat über in die Hände des Mädchenkollegs (collegio femminile) von Aversa. Auch nach der Rückkehr der Bourbonen blieb das Internat bestehen, und überlebte später sogar die Einheit Italiens, wurde jedoch umbenannt nach der neuen Königin Maria Clotilde von Savoyen (1843–1911).
Seit 2008 beherbergt das Gebäude den Studiengang Architektur mit Masterabschluss in Innenarchitektur und Design und den Masterstudiengang Städte- und Umweltplanung.

## Beschreibung

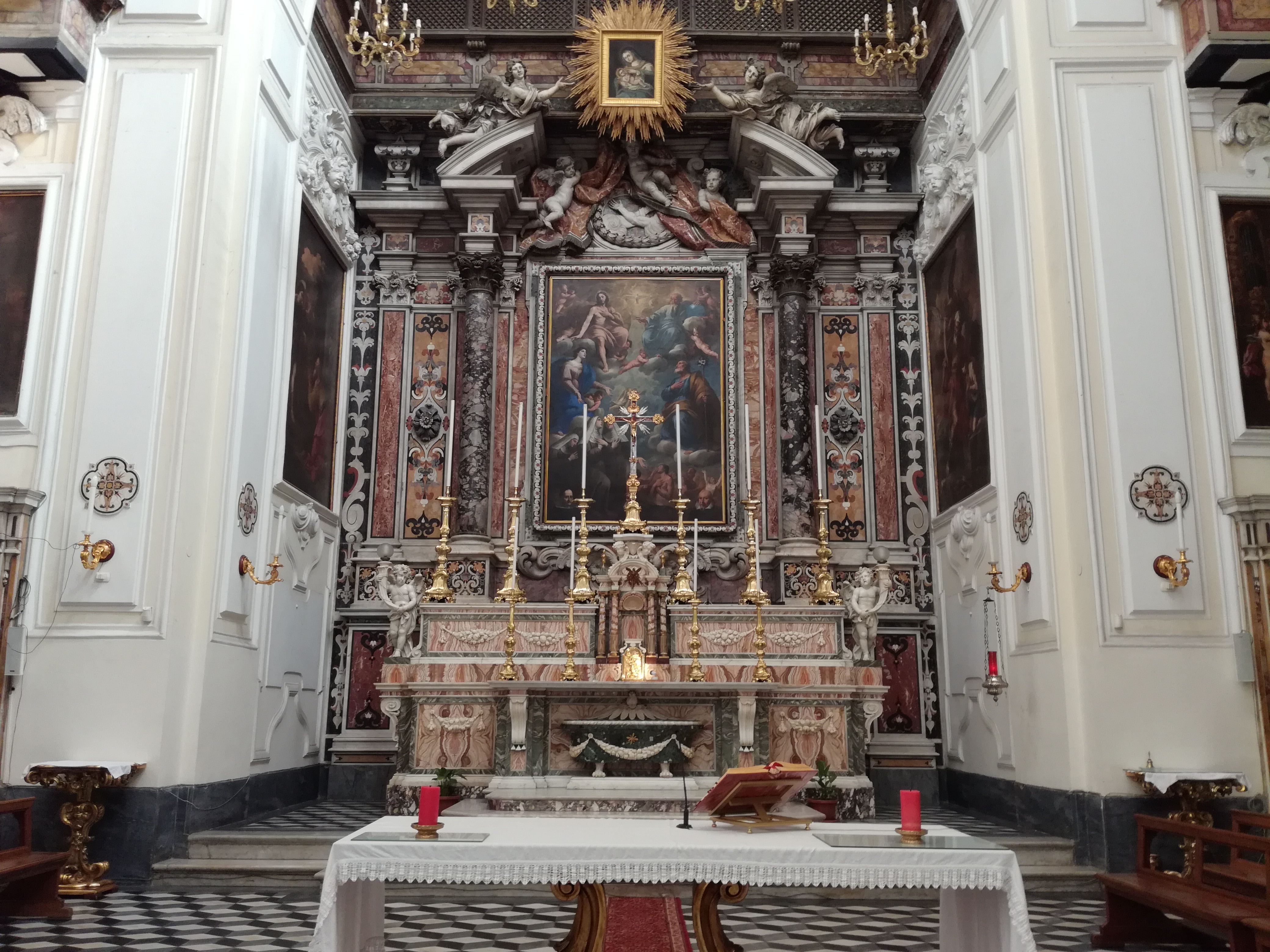
Hochaltar

Der Innenraum hat die Form eines lateinischen Kreuzes mit einem einzigen Kirchenschiff, Seitenkapellen und Kuppel. Ein großer Teil der Dekorationen geht auf Giovan Domenico Vinaccia zurück, der Weihwasserbecken und zahlreiche Skulpturen schuf, und der außerdem die vielfarbigen Marmorintarsien der Altäre entwarf. In diesem Zusammenhang fällt besonders der Hochaltar in der Apsis auf, der einer der schönsten von Neapel ist; die davor stehende marmorne Mensa im klassizistischen Stil ist allerdings ein späteres, ebenfalls exquisites Werk, das vermutlich aus der zweiten Hälfte des 18. Jahrhunderts stammt. Das Altarbild Maria und Joseph bitten die Hl. Dreifaltigkeit für die Sünder im Fegefeuer stammt von Andrea Vaccaro. In der Kirche sind außerdem zahlreiche Gemälde von Andrea Malinconico zu sehen, der zwischen 1679 und Ende 1687 hier arbeitete: Er malte Petrus und Paulus (an der Eingangswand), den Marienzyklus an der Decke, Darstellungen der vier Evangelisten und vier Kirchenväter, sowie die Gemälde der beiden ersten Kapellen rechts und der ersten Kapelle links. Auch das Altarbild im rechten Querschiff und zwei Bilder im linken Querschiff, sowie die beiden Gemälde neben dem Hochaltar sind von Andrea Malinconico und wurden detailliert und voller Wohlgefallen von De Dominici beschrieben (1742–43, S. 294 f). Andere Gemälde sind von Luca Giordano und Giovanni Battista Beinaschi (Kuppel).
An beiden Seiten des Kirchenschiffs, einander direkt gegenüber, befinden sich außerdem zwei optisch identische Barockorgeln auf reich geschnitzten und vergoldeten Emporen (siehe Abb. oben).

## Kreuzgang
Der Chiostro dei Miracoli neben der Kirche und entstand ebenfalls auf Wunsch von Giovan Camillo Cacace und durch die Intervention des Pio Monte della Misericordia. Zuvor stand an der Stelle bereits ein altes Kloster, dessen Renovierung und Ausbau 1663 Francesco Antonio Picchiatti anvertraut wurde; die Arbeiten waren 1675 abgeschlossen.
Im alten Kloster gab es bereits einen kleinen Kreuzgang (heute fast völlig verschwunden), der von Picchiatti nicht verändert wurde. Stattdessen errichtete er einen neuen, der größer und heller war, über einem quadratischen Grundriss mit 6 Bögen pro Seite. Nur auf zwei Seiten wurde ein Obergeschoss gebaut, mit dem Dormitorium der Nonnen, die anderen zwei Seiten wurden als Loggia gestaltet. Im weiträumigen inneren Garten wurden zahlreiche Früchte und Nutzpflanzen gezogen: als das Kloster 1808 von der napoleonischen Regierung aufgehoben und in ein Militärwaisenhaus verwandelt wurde, gab es hier Bäume mit verschiedenen Zitrusfrüchten – Orangen, Zitronen, Zitronatzitronen, und Mandarinen –, einen Weingarten, Olivenbäume, und noch andere Obstbäume.

## Einzelanmerkungen
1. 1 2 3 4 5 6 7 8 9 10 11 12 13 14  „Santa Maria dei Miracoli“ von Neapel auf der Website „napoligrafia“, gesehen am 22. November 2018
2. 1 2 3 4 5 6  Maria Rosaria Costa: I chiostri di Napoli, Roma, Newton & Compton, 1996; hier auf der Website  „napoligrafia“, gesehen am 22. November 2018.
3. 1 2 3  Luca Bortolotti: „MALINCONICO, Andrea“, in: Dizionario biografico degli italiani, Volume 68, Istituto dell'Enciclopedia Italiana, Rom, 2007.
4. ↑  Bernardo De Dominici: Vite de'pittori, scultori ed architetti napoletani, Vol. III, (1742-43) Neapel 1844, S. 294 f. Hier nach Luca Bortolotti: „MALINCONICO, Andrea“, in: Dizionario biografico degli italiani, Volume 68, Istituto dell'Enciclopedia Italiana, Rom, 2007.